# ماري ديلس غلين
ماري ديلس غلين (بالإنجليزية: Mary Dilys Glynne)‏ (19 فبراير 1895- 9 مايو1991) (حاصلة على وسام الامبراطورية البريطانية بدرجة ضابط) هي بريطانية واختصاصية في علم أمراض النبات ومتسلقة الجبال، كانت الأخصائية في الأمراض النباتية الأولى في محطة روثامستد التجريبية، مهتمة بشكل خاص بالأمراض الفطرية التي تستند إلى التربة، بما في ذلك ثؤلول أو نتوئات البطاطس، التبقع العيني في القمح ومرض الجذر أو السنابل البيضاء. اكتشفت طريقة لتصنيف أنواع المحاصيل المقاومة لهذه الأمراض الفطرية وأثبتت أيضًا أن أساليب مثل الدورة الزراعية يؤدي إلى ترسيخ واستمرار الخلل والمشكلة.
أبحاثها ساعدت على زيادة المحاصيل الزراعية، وكان لهذا أهمية كبرى خلال الحرب العالمية الثانية وعلى أثرها عينت obe لخدماتها في المجال الزراعي، كانت غلين أيضًا متسلقة جبال تسلقت العديد من قمم جبال الألب، وكانت ثاني شخص وأول امرأة تتسلق قمة سبنسر في نيوزيلندا.

## النشأة
في منطقة بانجور العليا، جوينيد في شمال ويلز ولدت ماري ديلس غلين جونز في 19 فبراير 1895 لوالدها المحامي جون غلين جونز ووالدتها ديلس لويد غلين جونز والتي كانت سكرتيرة ونائبة رئيس فيما بعد لجمعية تعزيز تعليم الفتيات في ويلز، كان للوالدين ما مجموعه خمس أولاد من ضمنهم غلين، كان لديها أخت وأخ أكبر منها وأصغر منها ايضًا. تعلمت غلين في مدرسة بانجور للبنات والتي كانت والدتها من مؤسسي تلك المدرسة قبل أن تنتقل إلى مدرسة شمال لندن (وهي مؤسسة تعليمية مستقلة للبنات) والتي لها ارتباطات مع والدتها أيضًا، ثم حصلت على شهادتها في علم النبات من جامعة شمال ويلز في عام 1917، وبعدها بفترة قامت بشطب (جونز) من اسمها.

## أمراض النبات
عرض عليها وظيفة في قسم الزراعة في كلية جامعة نورث ويلز بعد تخرجها مباشرة، ولكن في غضون بضعة أشهر تطوعت في محطة روثامستد التجريبية حيث كان إدوارد جون راسل مديرًا، وكانت أول امرأة تعمل في العلوم الزراعية وينيفريد برينشلي، والتي سرعان ما عرضت على غلين منصب مساعد دائم في عالم النبات في روثامستد، حيث بقيت مدة 43 عامًا.
كانت غلين أحد الأعضاء الأصليين في قسم الفطريات في عام 1918 ثم أسست قسم أمراض النبات. كان أول عمل رئيسي لجلين هو دراسة على نوع من الفطريات الأصيصية يدعى علميًا Synchytrium endobioticum، وهو سبب مرض الثآليل في البطاطس، هناك نسخة معدلة من طريقتها لتحديد الأصناف المقاومة للمرض، طريقة غلين-ليميرزال، لا تزال مستخدمة حتى اليوم. كان العمل ناجحًا بما فيه الكفاية لتقوم جامعة ويلز بمنح غلين ماجستير في عام 1922 لانجازاتها. غلين كانت الفائزة البريطانية في منحة زمالة الدكتورة جورجينا سويت في عام 1927 منحت ذلك في مؤتمر فيينا للاتحاد الدولي للنساء الجامعيات. وشملت الجائزة دراسة لمدة عام في أستراليا، تسمانيا ونيوزيلندا التي باشرت العمل معها في عام 1928 بعد قضاء بعض الوقت مع الدكتور سويت. عملت في جامعة ملبورن وقامت بجولة في البلاد مع وزارة الزراعة للترويج لتقنيات الزراعة الأفضل، وكجزء من رحلة عودتها، زارت عددًا من البلدان الأفريقية للتعرف على الصعوبات الزراعية التي تواجهها. أثناء وجودها في جنوب إفريقيا حضرت اجتماع الجمعية البريطانية عام 1929.(5) في ثلاثينيات القرن الماضي، كان تركيز غلين على أمراض الحبوب وخاصة الأصناف التي تزرع في التربة، كانت قادرة على إثبات أن تسكين أو تسطيح القمح على الأرض عند اقتراب الحصاد في كثير من الأحيان لم يكن نتيجة الرياح أو المطر، ولكن بدلاً من ذلك نتج عن مرض الجذر أو السنابل البيضاء والتبقع العيني كلاهما من الأمراض الفطرية التي تنتقل في التربة. لم تكن غلين قادرة على تحديد السبب الفطري وأي سلالات من الحبوب كانت أقل عرضة لذلك فقط ولكن أيضًا أثبتت أن الدورة الزراعية أدت إلى تفاقم المشكلة، على هذا الأساس كانت قادرة على تقديم المشورة لسلالات الحبوب التي ينبغي زرعها في الحقول المصابة. اكتشف جلين أيضًا Gibellina cerealis في عام 1935، وهو أحد مسببات الأمراض الفطرية التي يعتقد أن المستوطنين الرومان قاموا نقله إلى المملكة المتحدة. كان عمل غلين في أمراض المحاصيل موضع اهتمام كبير قرب نهاية الحرب العالمية الثانية، حيث أن تعزيز إنتاج الغذاء كان ضروريًا بسبب النقص. عملها وبخاصة على التبقع العيني في القمح منحها شهادة DSc من جامعة ويلز في عام 1943وهي شهادة دكتوراه في العلوم.(2) في الأربعينات والخمسينات من القرن الماضي قامت بعملها في أمراض الحبوب وجعلت من اكتشافاتها الغير متوقعة المتعلقة بالتخلص من المواد العضوية في التربة رائدة ومهمة.

## اهتمامات أخرى
من أكثر الاهتمامات الرئيسية لغلين هو تسلق الجبال وتسلق الصخور، على الرغم من أن عائلتها لم تدعم الهواية حيث توفي أوين غلين جونز ابن عم والدتها سابقًا عن عمر يناهز 32 عامًا في حادث تسلق دنت بلانش. على الرغم من هذا تسلقت غلين طوال حياتها بما في ذلك في أستراليا ونيوزيلندا أثناء زيارتها هناك. سجلت التسلق الثاني على الإطلاق لجبل سبنسر في نيوزيلندا والأولى من قبل امرأة. عندما عادت إلى أوروبا صعدت قمم جبال الألب الرئيسية مثل ماترهورن ومونت بلانك ولا ميجي وإيجويل دو درو في الثلاثينيات. استمرت في التسلق حتى الستينيات من عمرها وصعدت إلى جبل فوجي في اليابان في عام 1963. ألقت غلين سلسلة من المحاضرات في الجمعية الملكية الجغرافية حول أنغكور وات (مجمع معابد حجرية ضخمة) وأجزاء أخرى من كمبوديا خلال الخمسينيات والستينيات. تم التعريف عنها من قبل مجلس السياحة في كمبوديا في مطبوعات تدل على المعبد.

## الإرث والوفاة
عُيِّنت غلين عضوا زميلا في معهد البيولوجيا (Institute of Biology) وفي حفل جوائز عيد ميلاد الملكة اليزابيث الثانية في عام1960، مُنِحت وسام الإمبراطورية البريطانية بدرجة ضابط تثمينا لمجهوداتها في مجال الزراعة، وأحيلت إلى التقاعد في السنة ذاتها. عوضا عن التخلي عن العمل تماما، اتجهت إلى دور تطوعي في محطة روثامستد (Rothamsted) لمدة سنتين. في تسلق الجبال، كانت غلين عضوا في نادي فيل اند روك للتسلق (Fell & Rock Climbing Club)، نادي بيناكل Pinnacle Club))، وكانت نائب الرئيس في نادي لَيديز الباين Ladies' Alpine Club)). في عام 1991 وفي عمر السادسة والتسعين عاما، أصيبت غلين بالتهاب نيمونيا القصبات الهوائية وتوفيت في دار التمريض الخاص بها في هاربيندين.

## المؤلفات
- غلين، ماري، دي (فبراير 1925). «تجارب الإصابة بمرض ثاليل البطاطا (Wart Disease of Potatoes) بواسطة فطريات السنكتريوم اندوبايوتكم Synchytrium Endobioticum (SCHILB.) PERC»

Annals of Applied Biology. 12 (1): 34–60. doi:10.1111/j.1744-7348.1925.tb02254.x
- روتش، دبليو أَي. ; غلين، ماري دي. ; بريرلي، دبليو ام. بي. ; كراوثر، إي. ام. (مايو 1925). "تجارب على التحكم بمرض ثاليل البطاطا

(Wart Disease of Potatoes) بواسطة علاج التربة باستخدام معين للكبريت."
Annals of Applied Biology. 12 (2): 152–190. doi:10.1111/j.1744-7348.1925.tb02261.x
- غلين، ماري دي. (فبراير 1926). «قابلية حياة كيس بوغ فطريات السنكتريوم اندوبايوتكم (SCHILB.) PERG الشتوية، الكائن الحي المسبب لمرض الثاليل في البطاطا.»

Annals of Applied Biology. 13 (1): 19–36. doi:10.1111/j.1744-7348.1926.tb04250.x.
- غلين، ماري دي. (أغسطس 1926). "مرض ثاليل البطاطا: عملية تطور فطريات السنكتريوم اندوبايوتكم (SCHILB.) PERG في "التنوعات المناعية" Annals of Applied Biology. 13 (3): 358–359. doi:10.1111/j.1744-7348.1926.tb04282.x.
- غلين، ماري دي. (مايو 1935). «احتمالية حدوث (التدهور المنسوب لأخذ الكل) في القمح والشعير بمخططات تجريبية في ووبورن»

Annals of Applied Biology. 22 (2): 225–235. doi:10.1111/j.1744-7348.1935.tb07157.x.
- غلين، ماري دي. (أغسطس 1942). «فطريات السيركوسبوريلا هيربوتراكويدز فرون (Cercosporella Herpotrichoides fron) المسببة لمرض البقعة العينية للقمح في بريطانيا العظمى»

Annals of Applied Biology. 29 (3): 254–264. doi:10.1111/j.1744-7348.1942.tb07591.x.
- غلين، ماري دي. (نوفمبر 1945). «تأثير البقعة العينية (فطريات السيركوسبوريلا هيربوتراكويدز فرون) على القمح وتأثير النتروجين على المرض.»

Annals of Applied Biology. 32 (4): 297–303. doi:10.1111/j.1744-7348.1945.tb06260.x.
- غلين، ماري دي. (سبتمبر 1949). «تأثير المحاصيل المسبقة على احتمالية حدوث البقعة العينية في القمح الشتوي»

Annals of Applied Biology. 36 (3): 341–351. doi:10.1111/j.1744-7348.1949.tb06931.x.
- غلين، ماري دي. (سبتمبر 1949). «تأثير المعالَجات الزراعية على القمح وعلى احتمالية حدوث البقعة العينية، الانحناء، التدهور المنسوب لأخذ الكل، والأعشاب الضارة. (تجارب ميدانية 8-1945)».

Annals of Applied Biology. 38 (3): 665–688. doi:10.1111/j.1744-7348.1951.tb07837.x.
- غلين، ماري دي. (مارس 1953). «إنتاج القمح والامراض المحمولة عبر التربة»

Annals of Applied Biology. 40 (1): 221–224. doi:10.1111/j.1744-7348.1953.tb02382.x.
- غلين، ماري دي. (مارس 1959). «تأثير ملح القلي (البوتاس) على مرض البياض الدقيقي في القمح.»

Plant Pathology. 8 (1): 15–16. doi:10.1111/j.1365-3059.1959.tb00861.x.
- غلين، ماري دي. (يونيو 1959). «تأثير محاصيل القمح السابقة، معدل البذور، والنتروجين على البقعة العينية، التدهور المنسوب لأخذ الكل، الأعشاب الضارة، وغزارة إنتاج تشكلَينِ من القمح الشتوي: تجربة ميدانية 56-1954»

Annals of Applied Biology. 47 (2): 187–199. doi:10.1111/j.1744-7348.1959.tb02536.x.
- غلين، ماري دي. (أبريل 1959). «البقعة العينية (فطريات السيركوسبوريلا هيربوتراكويدز (Cercosporella Herpotrichoides والعوامل الأخرى المؤثرة على غزارة إنتاج القمح في تجربة التدوير التي تضمنت 6 مقررات في محطة روثامستد (60-1930(»

Annals of Applied Biology. 51 (2): 189–214. doi:10.1111/j.1744-7348.1963.tb03687.x.